# Parco della Divina Commedia
Il parco della Divina Commedia  o Valle delle Pietre Dipinte a Campobello di Licata è un grande parco letterario in cui sono presenti 110 monoliti di travertino su cui sono state dipinte varie scene della Divina Commedia. L'intero sito sarà oggetto di ampliamento e migliorie.
Il parco è posto in una vecchia cava di pietra posta a sud dell'abitato cittadino. L'ambientazione dei tre canti dell'opera dantesca e delle 110 dieci pietre che la descrivono seguono un percorso sinuoso di 300 metri che si svolge prima in discesa per l'inferno e poi in salita per il purgatorio e il paradiso. Sovrasta, tra tutti per le sue dimensioni, la pietra della visione di Dio posta nel punto più alto dell'intero parco letterario.

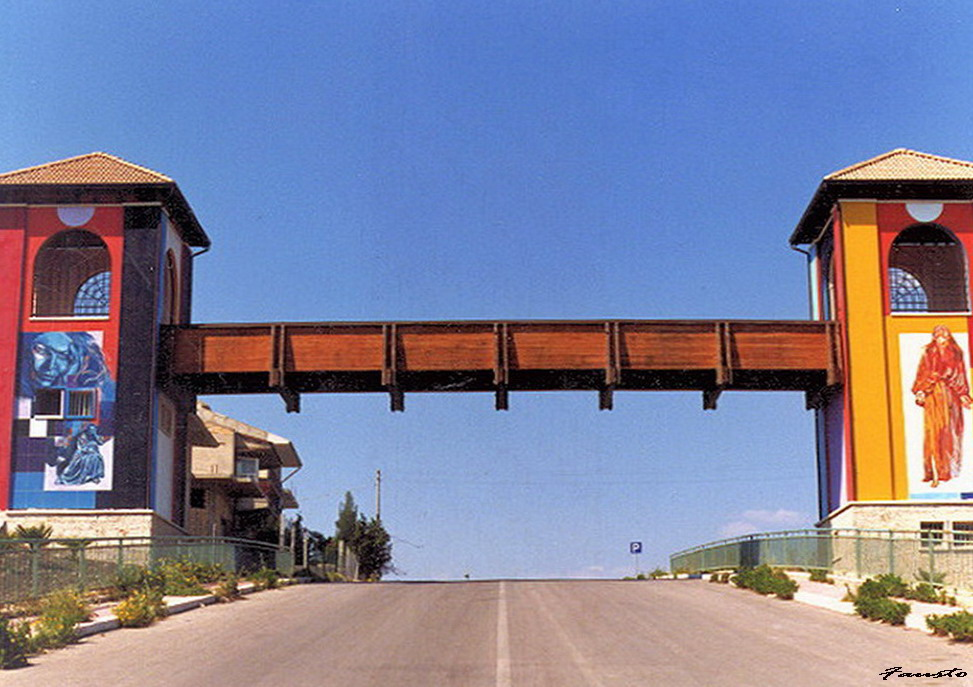
Ponte della Divina Commedia,affrescato da Silvio Benedetto

Le pietre sono state dipinte dall'artista Silvio Benedetto con la collaborazione di Olga Macaluso.
(Fabrizio Zampa)